# Saltonacris avellinoi
Saltonacris avellinoi är en insektsart som beskrevs av Marius Descamps 1976. Saltonacris avellinoi ingår i släktet Saltonacris och familjen gräshoppor.

## Underarter
Arten delas in i följande underarter:
- S. a. moderna
- S. a. avellinoi